# Alpaida
Alpaida (Chalpaida; em latim: Chalpaidis; morta em 714) foi concubina de Pepino II e mãe de seu filho ilegítimo, Carlos Martel. Acredita-se que tenha nascido perto de Prüm; pouco mais se sabe a respeito de sua biografia.